# Station Poix-de-Picardie
Station Poix is een spoorwegstation in de Franse gemeente Poix-de-Picardie.